# Breakthrough Listen

Telescopul Green Bank este unul dintre radiotelescoapele folosite de proiect.

Breakthrough Listen este un proiect de căutare a comunicațiilor extraterestre inteligente (SETI) în Univers. Cu o finanțare de 100 de milioane de dolari și mii de ore de timp dedicate telescopului cu facilități de ultimă generație, este cea mai cuprinzătoare căutare de comunicații extraterestre de până acum.  Proiectul a început în ianuarie 2016 și este de așteptat să continue timp de 10 ani. Este o componentă a programului antreprenorului Yuri Milner⁠(d), Breakthrough Initiatives⁠(d). Programul științific Breakthrough Listen se bazează pe Centrul de Cercetare Berkeley SETI, situat în Departamentul de Astronomie de la Universitatea din California, Berkeley.
Proiectul folosește observațiile undelor radio de la Observatoarele Green Bank și Parkes Observatory și observațiile de lumină vizibilă de la telescopul Automated Planet Finder⁠(d). Țintele proiectului includ un milion de stele din apropiere și centrele a 100 de galaxii. Toate datele generate de proiect sunt disponibile publicului, iar proiectul SETI@Home (BOINC) este utilizat pentru a analiza o parte a datelor. Primele rezultate au fost publicate în aprilie 2017, fiind așteptate actualizări suplimentare la fiecare 6 luni.

## Prezentare generală
Proiectul își propune să descopere semne ale civilizațiilor extraterestre prin căutarea stelelor și galaxiilor după semnale radio și transmisii laser. Căutarea semnalelor radio se efectuează cu Telescopul Green Bank în emisfera nordică și cu Telescopul Parkes în emisfera sudică. Telescopul Green Bank este cel mai mare radiotelescop orientabil (mobil) din lume, iar Telescopul Parkes este al doilea radiotelescop orientabil ca mărime din emisfera sudică.
Împreună, radiotelescoapele vor acoperi de zece ori mai mult spațiu din cer decât căutările anterioare și vor scana toată gama 1-10 GHz, așa-numita „zonă liniștită” a spectrului în care undele radio nu sunt ascunse de sursele cosmice sau de atmosfera Pământului.
Radiotelescoapele sunt suficient de sensibile pentru a detecta transmisii radio artificiale din jurul stelelor aflate la cca 5 parseci (peste 16 ani lumină) și pot detecta un transmițător de aceeași putere ca al unui radar de avion obișnuit de la cele mai apropiate 1.000 de stele. Telescopul Green Bank a început să funcționeze în ianuarie 2016, iar telescopul Parkes din octombrie 2016. Radiotelescopul FAST din China și-a unit forțele în octombrie 2016 cu Breakthrough Initiatives pentru a lansa o căutare coordonată, inclusiv partajarea rapidă a semnalelor noi promițătoare pentru observare și analiză suplimentară.
Căutarea transmisiilor laser optice este efectuată de telescopul Automated Planet Finder⁠(d) de la Observatorul Lick. Telescopul are sensibilitatea de a detecta un laser de 100 de wați de lângă o stea aflată la 4,25 ani lumină distanță.

## Anunțul proiectului

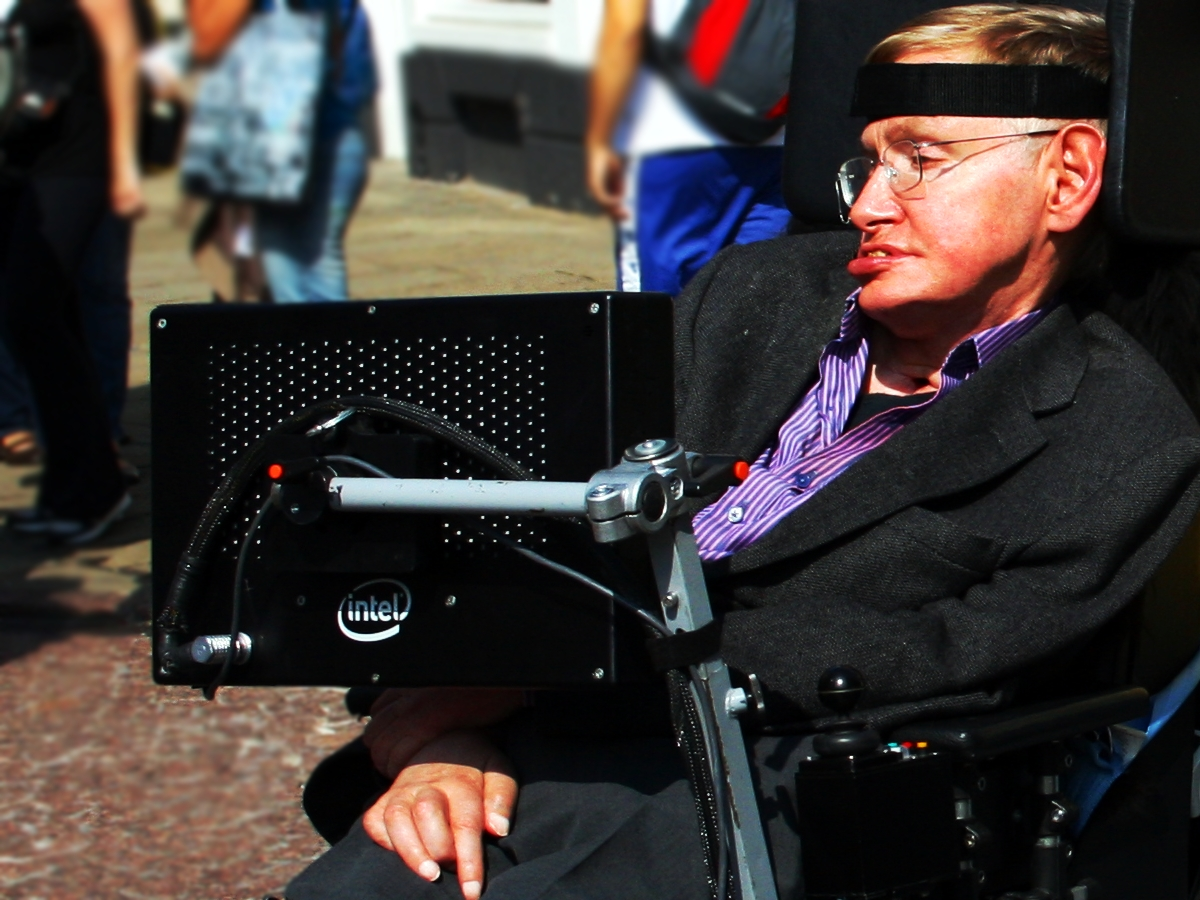
Fizicianul Stephen Hawking s-a numărat printre oamenii de știință care au co-semnat o scrisoare deschisă de susținere pentru Breakthrough Listen.

Breakthrough Listen a fost anunțat publicului la 20 iulie 2015 (la aniversarea aterizării pe Lună a lui Apollo 11) de către Milner la Royal Society din Londra. Evenimentul a fost sprijinit de oameni de știință precum Frank Drake (care este cunoscut pentru ecuația lui Drake prin care se estimează numărul de civilizații extraterestre detectabile) și Geoffrey Marcy⁠(d) (un astronom care a contribuit la găsirea a sute de exoplanete). Anunțul a inclus o scrisoare deschisă semnată de mai mulți oameni de știință, inclusiv de fizicianul Stephen Hawking, prin care își exprimă sprijinul pentru o căutare intensificată a vieții extraterestre.  În timpul lansării publice, Hawking a spus:
| “ | Într-un Univers infinit, trebuie să existe altă viață. Nu există o întrebare mai mare. Este timpul să vă angajați să-i găsiți răspunsul. | ” |

## Importanță
Proiectul este cea mai cuprinzătoare căutare de comunicații extraterestre de până în prezent. Se estimează că proiectul va genera la fel de multe date într-o zi ca toate proiectele SETI anterioare într-un an. În comparație cu programele anterioare, căutările acoperă de 10 ori mai mult din cer, de cel puțin 5 ori mai mult din spectrul radio și funcționează de 100 de ori mai rapid. Căutarea comunicațiilor cu laser optic reprezintă, de asemenea, cea mai profundă și amplă căutare din istorie.
Andrew Siemion⁠(d), directorul Centrului de Cercetare Berkeley SETI de la Universitatea din California, Berkeley, descrie că „de obicei, aveam 24-36 de ore pe an [de cercetări] cu un telescop, dar acum vom avea mii de ore pe an pe cele mai bune instrumente. Este greu de exprimat cât de uriașă este [diferența]. Este o revoluție.”

## Ținte

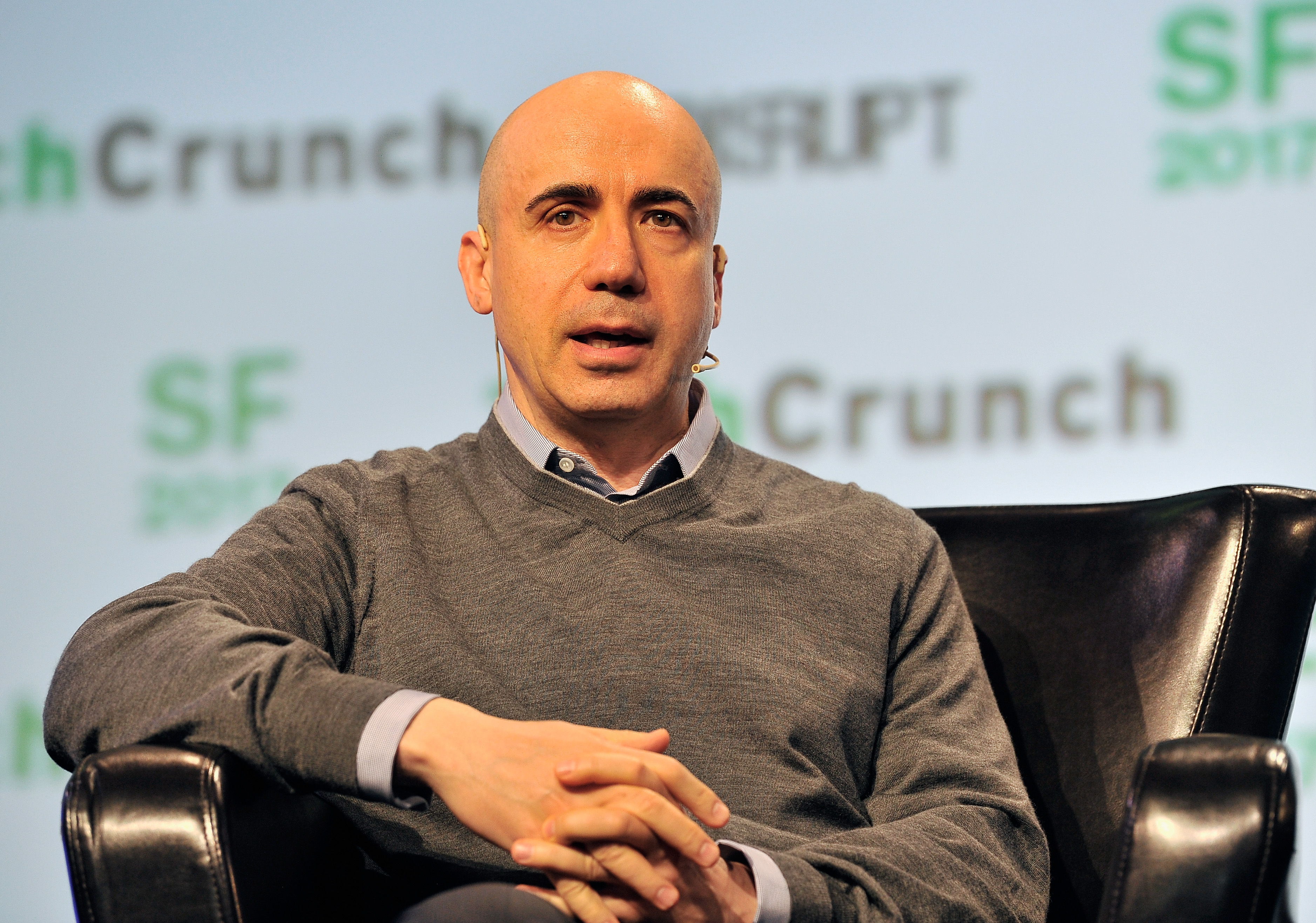
Yuri Milner în 2017

Începând cu aprilie 2016, țintele pentru cercetarea radio cu Radiotelescopul Green Bank în emisfera nordică includ următoarele:
- Toate cele 43 de stele aflate la max. 5 parseci sau 16,3 ani-lumină sau 1,03 milioane de unități astronomice (UA) sau 1545×1014 km
- 1000 de stele din toate tipurile spectrale aflate la max. 50 pc, sau 163 a-l, sau 10,3 milioane UA sau 1545×1015 km
- Un milion de stele din apropiere
- Regiunile centrale a cel puțin 100 de galaxii din apropiere, inclusiv galaxii spirale, galaxii eliptice galaxii pitice și galaxii neregulate
- Stele exotice: 20 de pitice albe, 20 de stele neutronice, 20 de găuri negre

Radiotelescopul Parkes va acoperi ținte similare în emisfera sudică de la 1 la 4 GHz, precum și planul și Centrul Galactic.
Țintele telescopului Automated Planet Finder se vor potrivi îndeaproape cu cele ale căutării radio de la Green Bank, cu mici ajustări datorită câmpului vizual mult mai mic al telescopului.
În ianuarie 2017, proiectul și-a publicat obiectivele inițiale, care sunt cele mai apropiate 60 de stele și alte 1649 de stele care sunt cei mai apropiați reprezentanți ai fiecărui tip spectral. Țintele inițiale includ, de asemenea, 123 de galaxii care acoperă toate tipurile morfologice cunoscute de galaxii.
În octombrie 2019, a fost anunțat că Breakthrough Listen va colabora cu un om de știință din echipa NASA Transiting Exoplanet Survey Satellite (TESS). Peste o mie de planete noi găsite de telescopul TESS vor fi scanate pentru semnături tehnologice. Căutarea va folosi facilitățile principale Listen (Green Bank și telescoape Parkes, MeerKAT și Automated Planet Finder), precum și facilitățile partenere (inclusiv VERITAS⁠(d), NenuFAR⁠(d), FAST, Murchison Widefield Array⁠(d), stațiile LOFAR din Irlanda și Suedia, Observatorul Jodrell Bank, e-MERLIN⁠(d), Observatorul Keck, Radiotelescopul Sardinia, împreună cu Telescopul Allen Array). Pe lângă țintirea planetelor TESS cu facilități Listen, curbele de lumină ale acestora vor fi cercetate dacă prezintă anomalii, de exemplu cauzate de megastructuri de astroinginerie (sfere Dyson).

## CatalogulBreakthrough Listen Exotica
Catalogul Breakthrough Listen Exotica este o listă de 700 de ținte care au fost alese „pentru a include „unul din fiecare” [tip de obiect] din Universul observat – de la comete la galaxii, de la obiecte obișnuite la cele mai rare și violente fenomene cerești.
Există patru tipuri de ținte în catalog:
1. „Prototipuri: o listă care conține cel puțin un exemplu din fiecare tip cunoscut de obiect ceresc (cu excepția celor prea trecătoare pentru a prezenta ținte de observație realiste). Planete și sateliți naturali, stele în fiecare punct al ciclului lor de viață, galaxii mari și mici, grupuri de stele și quasari și multe altele sunt toate incluse în listă.”
2. „Superlative: obiecte cu cele mai extreme proprietăți. Acestea includ exemple precum cea mai fierbinte planetă, stele cu conținut neobișnuit de mare sau scăzut de metal, cel mai îndepărtat quasar și pulsarul care se rotește cel mai rapid sau cea mai densă galaxie”.
3. „Anomalii: ținte enigmatice al căror comportament nu este în prezent explicat satisfăcător. De exemplu, faimosa „ Stea a lui Tabby ” cu comportamentul său bizar; 'Oumuamua – obiectul interstelar care a trecut pe lângă Pământ în 2017; impulsuri optice inexplicabile care durează doar nanosecunde; și stele cu exces de radiație infraroșie care ar putea fi explicată ca o căldură reziduală de la megastructurile extraterestre.”
4. Un eșantion de control al unor surse despre care nu se așteaptă să producă rezultate pozitive.

## Procesarea datelor
Analiza observațiilor radio pentru semnale posibile necesită o analiză intensivă a datelor pentru a acoperi toate tipurile de semnal posibile. Pentru a efectua o căutare aprofundată, înregistratorul de date de la telescopul Green Bank a fost îmbunătățit semnificativ. Sistemul înregistrează 6 GHz de lățime de bandă la 24 GB de date pe secundă, ceea ce îl face printre sistemele de înregistrare cu cea mai mare viteză de date din radioastronomie și există un plan pentru a-i dubla capacitățile în viitorul apropiat.
Odată ce aceste date au fost înregistrate, sunt analizate pentru semnale folosind un cluster de calculatoare 64 GTX 1080 GPU. Datele brute sunt reduse la o rezoluție mai mică pentru a permite stocarea pe termen lung, dar chiar și aceste date reduse însumează aproximativ 1 petabyte pe an.
Toate datele generate de proiectul Breakthrough Listen vor fi disponibile publicului. Datele sunt încărcate în Arhiva de date deschise a inițiativei, de unde orice utilizator le poate descărca pentru analiza software. Breakthrough Initiatives dezvoltă programe software open source pentru a ajuta utilizatorii să înțeleagă și să analizeze datele, care sunt disponibile pe GitHub ca UCBerkeleySETI.
Datele sunt prelucrate și de rețeaua de calculatoare de voluntari SETI@home ( BOINC ), primul lot de date fiind pus la dispoziția SETI@home în aprilie 2016.

## Finanțare
Proiectul este finanțat cu 100 de milioane de dolari de către Yuri Milner⁠(d). O treime din această finanțare va fi utilizată pentru achiziționarea timpului de telescop. Până acum, proiectul a semnat contracte pentru aproximativ 20% din timpul Telescopului Green Bank pentru următorii cinci ani și 25% din ttimpul Telescopului Parkes. O altă treime va fi folosită pentru dezvoltarea de noi echipamente de recepție și procesare a semnalelor potențiale, iar ultima treime va fi folosită pentru angajarea personalului astronomic.

## Conducerea proiectului
Printre liderii de proiecte se numără:
- Frank Drake, președinte emerit, Institutul SETI; profesor emerit de astronomie și astrofizică, Universitatea din California, Santa Cruz; director fondator, Centrul Național de Astronomie și Ionosferă; fost profesor de astronomie Goldwin Smith, Universitatea Cornell.
- Ann Druyan⁠(d), director de creație al mesajului interstelar Voyager, NASA Voyager; co-fondator și CEO, Cosmos Studios; Scriitor și producător câștigător al premiului Emmy și al premiului Peabody.
- Martin Rees⁠(d), Astronomer Royal⁠(d), membru al Trinity College; profesor emerit de cosmologie și astrofizică, Universitatea din Cambridge.
- Andrew Siemion⁠(d), director, Berkeley SETI Research Center.[29]
- Dan Werthimer⁠(d), co-fondator și cercetător șef al proiectului SETI@home; director al SERENDIP; investigator principal  CASPER.
- Pete Worden⁠(d), președinte Breakthrough Prize Foundation.

## Rezultate
- În aprilie 2017, proiectul a lansat primul său set de rezultate, acoperind observațiile a 692 de stele din apropiere la frecvențe de la 1,1 la 1,9. GHz (banda L).[6][30] Aceste observații au inclus 11 evenimente care au depășit pragul de semnificație, dar s-a ajuns la concluzia că toate erau în concordanță cu interferența cu frecvența radio.[30] Un rezumat al observațiilor și al datelor brute referitoare la acestea a fost publicat online.[31] Proiectul intenționează să continue publicarea rezultatelor actualizate aproximativ la fiecare 6 luni.[6]

Proiectul a început la frecvențe mai joase, deoarece acestea au o gamă de frecvență mai mică, care este mai ușor de înregistrat și procesat și intenționează să observe în cele din urmă într-o gamă largă de frecvențe de la 1,15 GHz la 93 GHz.
- La 30 august 2017, Breakthrough Listen a declarat că a ales o serie de 15 semnale radio provenind dintr-o galaxie pitică aflată la aproximativ 3 miliarde de ani lumină distanță.[32] Cercetătorii Breakthrough Listen au spus că posibilitatea ca sursa să fie viața extraterestră nu poate fi exclusă încă. Emisiile radio au fost detectate de Telescopul Green Bank din Virginia de Vest. Sursa este FRB 121102, care era deja cunoscută, dar activitatea a fost foarte diferită în ultimele descoperiri.
- În decembrie 2017, Breakthrough Listen a observat ʻOumuamua, un asteroid interstelar cu o formă neobișnuit de alungită, pentru orice tip de emisii radio.[33] În peste opt ore de observare pe o gamă de frecvențe de la 1,1 la 11,6 GHz, nu au fost detectate emisii.[34]
- În decembrie 2018, a fost efectuată o căutare a emisiilor de lumină laser de la Steaua lui Tabby utilizând Automated Planet Finder, care este suficient de sensibil pentru a detecta un laser de 24 MW la această distanță. Deși au fost identificați un număr de candidați, analize suplimentare au arătat că provin de pe Pământ și nu de la stea.[35]
- În ianuarie 2020, au fost anunțate rezultate preliminare pentru stelele din apropiere (la <150 parseci distanță), fără detectări pozitive de transmițători artificiali comparabile, cu Observatorul terestru Arecibo în banda 3,95-8,00 GHz. De asemenea, s-a ajuns la concluzia că cel puțin 8% din 252 de stele din apropiere dintr-o zonă care permite detectarea Pământului prin metoda de ocultare nu au transmițători cu sarcină de 100% (artificiali) de tipul căutat de sondaj.[36]

- În decembrie 2020, a fost raportat că în aprilie și mai 2019, a fost interceptat un semnal de bandă îngustă la 982,002 MHz care a arătat schimbări ale frecvenței sale în concordanță cu mișcarea unei planete. Nu a fost detectată nicio modulație. [37] Semnalul pare să fi provenit din direcția Proxima Centauri. I s-a dat numele Breakthrough Listen Candidate 1 (BLC1⁠(d)). În decembrie 2020, cercetătorii încă lucrau pentru a exclude interferența terestră, pe care o considerau cea mai probabilă cauză. Un cercetător a considerat semnalul „la egalitate” [de șanse] cu Semnalul Wow!.[38][39]